# جون إم. كوشرين
جون إم. كوشرين هو قاضي ومحامي وسياسي أمريكي، ولد في 11 مارس 1859، وتوفي في 20 يوليو 1904.